# Jean IV de Saxe-Lauenbourg
Pour les articles homonymes, voir Jean IV.
Jean IV est un prince de la maison d'Ascanie mort en 1414. Il règne sur le duché de Saxe-Lauenbourg de 1401 à sa mort.

## Biographie
Jean IV est le fils du duc Éric IV de Saxe-Lauenbourg et de son épouse Sophie de Brunswick-Lunebourg. Son père l'associe au pouvoir en 1401, de même que son frère Éric V. Jean IV meurt sans descendance en 1414, deux ans après son père, et Éric V règne par la suite seul.